# Peur sur Amityville
Peur sur Amityville est un jeu vidéo d'aventure édité par Ubi Soft et sorti en 1987 sur Amstrad CPC en version disquette. L'année d'après, il a été porté en version cassette. Il a été conçu par Serge Payeur.

## Système de jeu
Le joueur incarne le père d'une famille qui emménage dans la maison hantée d'Amityville. Petit à petit, la maison prend vie et il doit faire face à des évènements de plus en plus horribles. Il est prisonnier de la maison et le but est d'en sortir vivant au bout de 24 jours.
Les déplacements dans la maison se font au joystick. De même, pour effectuer les actions, le joueur déplace deux colonnes de mots pour former une phrase, ce qui peut être fait au joystick après avoir appuyé sur le bouton. Les mêmes actions peuvent être faites avec les flèches du clavier et la barre d'espace.
Le jeu permet d'effectuer des sauvegardes à tout instant pour faciliter les reprises en cas d'erreur, ce qui en fait un jeu relativement simple comparé aux autres jeux d'aventure de l'époque.

## Équipe de développement
- Conception, scénario, développement, graphisme : Serge Payeur
- Développeur additionnel : Laurent Sitterlé
- Graphiste additionnel : Christophe Haefflinger
- Musique, sons : François-Xavier Talgorn